# David Pontin
David Pontin, född 13 september 1687 i Linköping, död 17 maj 1736 i Törnevalla socken, var en svensk präst.

## Biografi
David Pontin föddes 13 september 1687 i Linköping. Han var son till kyrkoherden Samuel Pontinus och Maria Tunander. Pontin studerade själv och blev 19 juni 1698 student vid Uppsala universitet. Han prästvigdes 10 december 1709 och blev 1710 regementspastor vid Östgöta infanteriregemente. Pontin togs till fånga 1712 i Tönningen och återvände hem 26 juni 1713. Han blev 1717 kyrkoherde i Törnevalla församling. Pontin avled 17 maj 1736 i Törnevalla socken och begravdes 15 juni i Törnevalla kyrka.

### Familj
Pontin gifte sig första gången 1717 med Elisabeth Wallerius (1681–1723). Hon var dotter till kyrkoherden Nils Wallerius och Christina Phrygius i Högsby socken. Elisabeth Wallerius hade tidigare varit gift med kyrkoherden Daniel Millberg i Törnevalla socken. Pontin och Wallerius fick tillsammans sonen: 
1. Samuel (1717–1736)

Pontin gifte sig andra gången 1724 med Christina Collin (1700–1754). Hon var dotter till kyrkoherden Constans Collin och Anna Sithelius i Söderköping. De fick tillsammans barnen:
1. Magnus Constans
2. Anna Maria (född 1731)
3. David

Efter Pontins död gifte Christina Collin om sig med kyrkoherden Jonas Lidman i Eksjö.